# Jindřich III. z Hradce
Jindřich III. z Hradce, zvaný též Jindřich starší, († 1398), byl český šlechtic z jihočeského rodu pánů z Hradce.
Byl synem Jindřicha II. z Hradce a Markéty z Hardeka. Vedle poloviny jindřichohradeckého panství (druhá polovina patřila strýci Heřmanovi) mu po smrti bratra Jindřicha mladšího připadlo rovněž panství Telč, které bratrům nechal zapsat strýc Menhart. Ve veřejném dění se zprvu neangažoval, ale v roce 1394 se stal členem panské jednoty, která se postavila proti králi Václavu IV., což mělo za důsledek poplenění jeho statků vojskem králova bratra Jana Zhořeleckého. Ke konci života dosáhl funkce nejvyššího purkrabího pražského, ale užil si ji jen krátce. Městu Jindřichův Hradec udělil privilegium, kterým se vzdal práva odúmrti, takže měšťané mohli volně disponovat svým majetkem.
S manželkou Alžbětou z Hardeka měl Jindřich syny Jana a Oldřicha a dcery Annu a Kláru. Po otcově smrti bratři spravovali rodové statky společně, později zůstal na Hradci Oldřich a Jan spravoval panství telecké.